# Blue1
Blue1 —  колишня фінська авіакомпанія, входить до складу SAS Group та є повноцінним членом авіаційного альянсу Star Alliance. Хаб компанії — аеропорт Гельсінкі-Вантаа. Blue1 виконує регулярні рейси за 24 маршрутами та є другою за величиною авіакомпанією Фінляндії після Finnair. Загалом у 2009 році компанія перевезла більше 1,4 мільйона пасажирів. Головний офіс авіакомпанії розташований у місті Вантаа. Збанкрутіла в 2016.
Blue1 пропонувала для своїх пасажирів два класи для подорожей: економ-клас та бізнес клас.

## Історія
Blue1 була заснована у 1987 та почала виконувати регулярні рейси у 1988 році під назвою Air Botnia. Спочатку авіакомпанія почала виконувати регулярні рейси у місто Оулу (шосте за розміром місто Фінляндії), згодом до карти маршрутів додались міста Куопіо, Рованьємі, Вааса. У січні 1998 році Blue1 була придбана компанією SAS Group.
У січні 2004 року компанія отримала сучасну назву та 3 листопада цього ж року стала регіональним членом Star Alliance (вона була першою регіональною авіакомпанією, що отримала членство у альянсі). У 2005 році компанія стала другою за розмірами фінською авіакомпанією та найбільшим перевізником між Фінляндією та Скандинавією. На той час компанія виконувала понад 100 рейсів щодня. У 2006 році було додано 10 нових маршрутів по всій Європі. У 2009 році були відкриті зимові рейси до Лапландії та літні рейси до курортних міст Хорватії.
1 січня 2010 року Blue1 стала повноцінним членом Star Alliance. Blue1 є першою авіакомпанією у Північній Європі, що отримала сертифікат відповідності ISO 14001.

## Код-шерінг

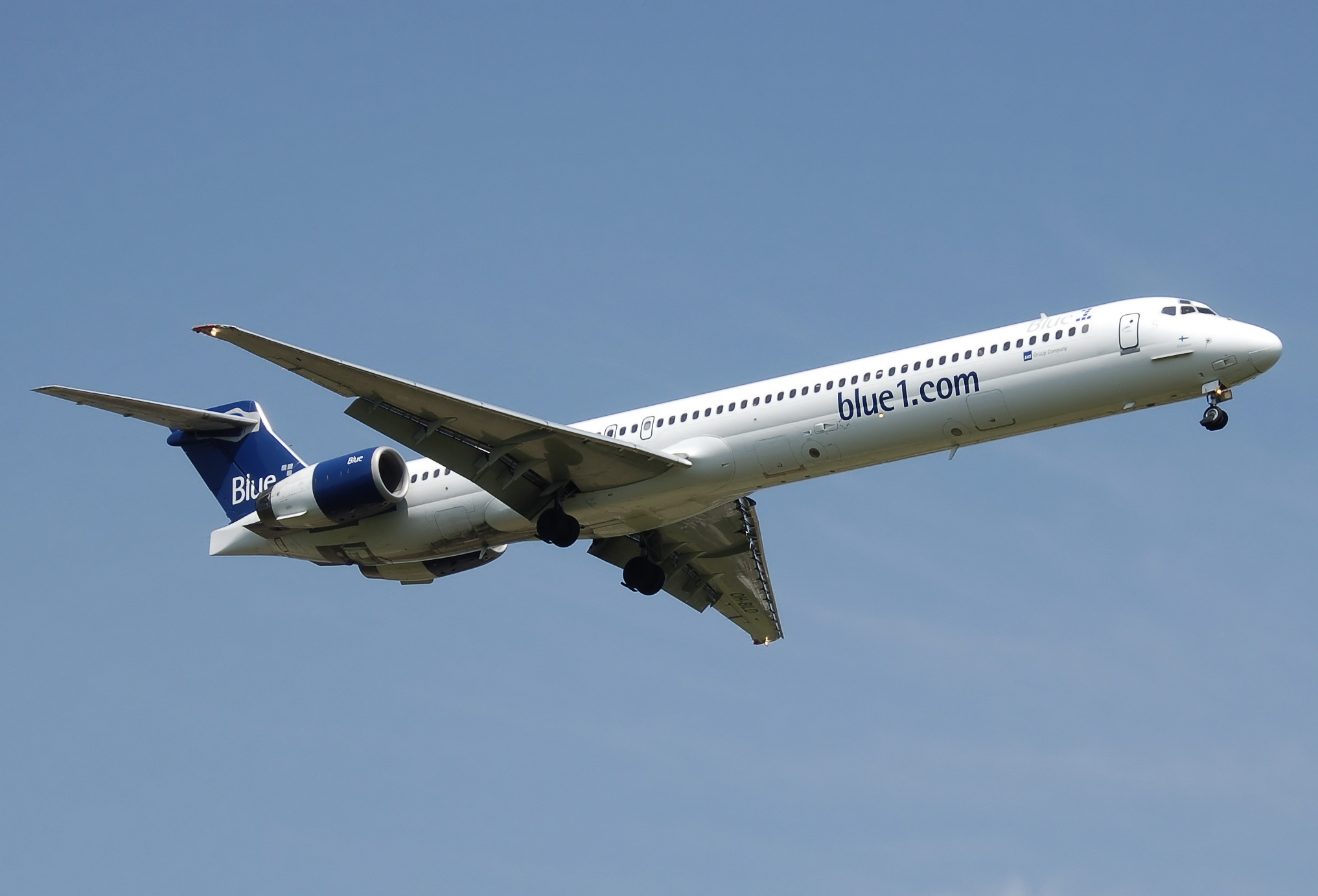
McDonnell Douglas MD-90

Blue1 має код-шерінгові домовленості з такими членами Star Alliance станом на жовтень 2010:
- Brussels Airlines
- LOT Polish Airlines
- Lufthansa
- Scandinavian Airlines
- Swiss International Airlines
- United Airlines

## Флот
Станом на грудень 2012-го флот Blue1 складається з таких літаків, середній вік яких становить 10,7 року: 